# Ray Emery
Ray Emery, född 28 september 1982 i Hamilton, Ontario, död 15 juli 2018 i Hamilton, Ontario, var en kanadensisk professionell ishockeymålvakt.
Emery spelade i NHL-laget Ottawa Senators från och med säsongen 2002–03 men fick sitt genombrott först säsongen 2005–06 då han ersatte den skadade förstemålvakten Dominik Hašek. Av de 39 matcher han spelade vann han 23 och släppte i genomsnitt in 2.82 mål per match.
Säsongen 2006–07 nådde Emery och Ottawa Senators Stanley Cup-final där Senators förlorade mot Anaheim Ducks med 4-2 i matcher.
Säsongen 2011–12 anslöt Emery till Chicago Blackhawks, med vilka han vann Stanley Cup 2013.
Återvände till Philadelphia 2013 fram till 2015.
Den 15 juli 2018 badade Emery med vänner på Royal Hamilton Yacht Club i Hamilton, Ontario. Efter att ha dykt kom han inte upp till ytan igen och hans kropp hittades senare på dagen.

## Utmärkelser
- Årets målvakt i OHL – 2002
- Årets målvakt i CHL – 2002
- William M. Jennings Trophy (with Corey Crawford) NHL 2013
- Stanley Cup Chicago Blackhawks 2013